# Plesiocleidochasma laterale
Plesiocleidochasma laterale is een mosdiertjessoort uit de familie van de Phidoloporidae. De wetenschappelijke naam van de soort is, als Cleidochasma laterale, voor het eerst geldig gepubliceerd in 1957 door Harmer.